# Marie Catherine Brignole

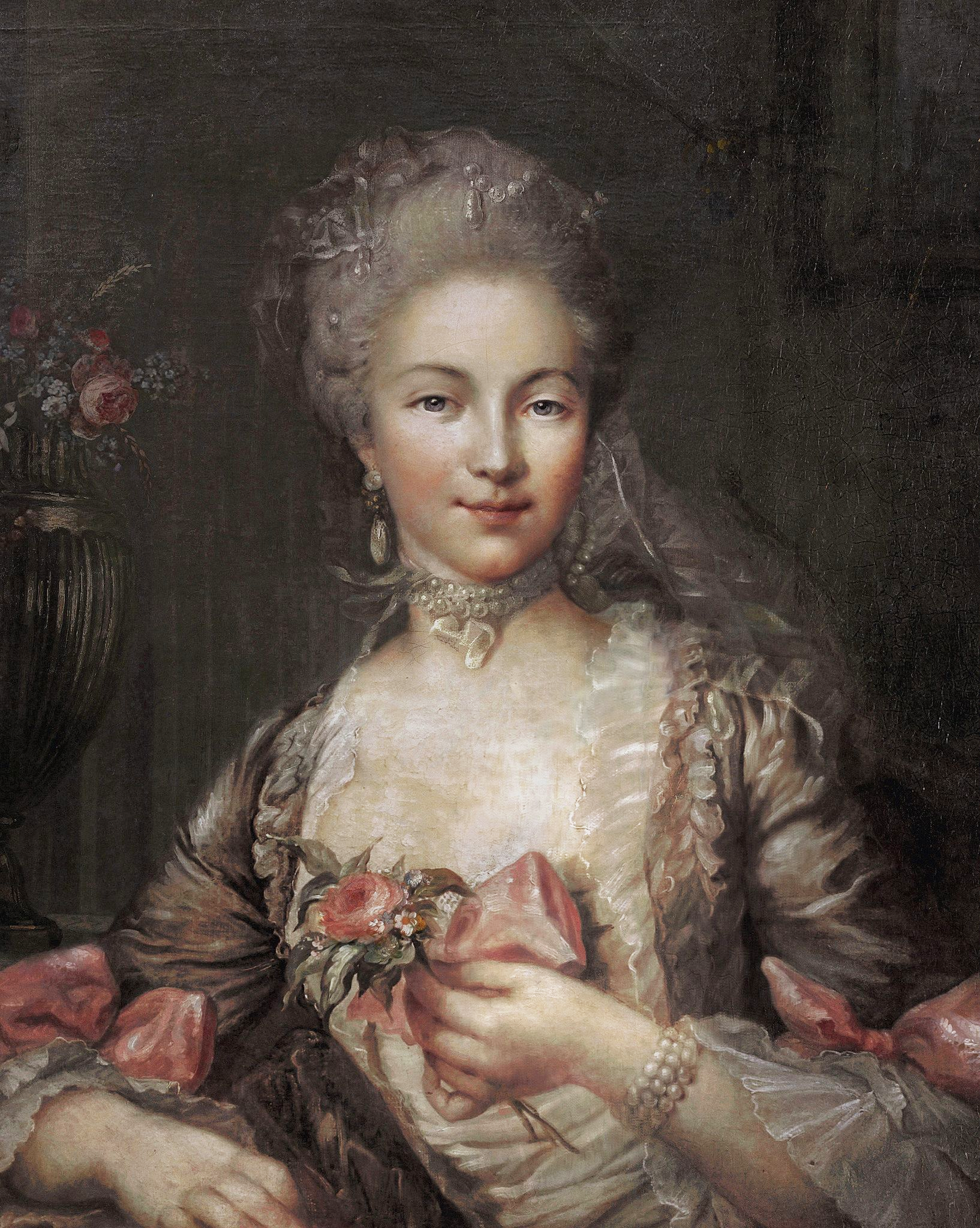
Maria Caterina Brignole de Sale

Marie Catherine Brignole (* 7. Oktober 1737 in Genua; † 18. März 1813 in Wimbledon) war Fürstin von Monaco sowie Fürstin Condé.

## Leben
Die Tochter des Giovanni Maria Brignole (1703–1769) und der Anna Balbi (* 1720) aus einer der ältesten Genueser Adelsfamilien (Brignole) heiratete am 5. Juli 1757 im Alter von 20 Jahren in Monaco Fürst Honoré III. von Monaco. Die Brüder ihres Vaters waren beide Dogen. Sie brachte eine beträchtliche Mitgift in das Fürstenhaus ein.
Das Paar hatte zwei Kinder, nämlich den späteren Fürsten Honoré IV. von Monaco (1758–1819) und den Prinzen Joseph von Monaco (1767–1816).
Im Jahre 1770 ließ sich das Paar scheiden und Catherine zog nach Frankreich. Während der Französischen Revolution floh sie nach England und heiratete dort, bereits 61 Jahre alt, am 24. Oktober 1798 Louis (V.) de Bourbon-Condé (1736–1818), den verwitweten Fürsten von Condé, einen vehementen Gegner der Revolution und Napoleons.
Catherine starb 1813 im englischen Exil und wurde in der Chapel of St Louis in Wimbledon beigesetzt. Ein Jahr nach ihrem Tod konnte ihr Gemahl nach Frankreich zurückkehren.